# بار مفید
به گنجایشی که یک باربر، وسیله نقلیه یا فضاپیما، برای به همراه بردن بار ارزشمند دارد بار مفید (payload) گفته می‌شود. خود بار ارزشمند نیز بار مفید نام دارد.
مهندسی بار مفید یکی از گرایش‌ها تخصصی در رشته هوافضا است.